# Вилардс (Мериленд)
Вилардс (енгл. Willards) град је у америчкој савезној држави Мериленд.

## Демографија
По попису из 2010. године број становника је 958, што је 20 (2,1%) становника више него 2000. године.
| Група             | 2000.       | 2010.       |
| Белци             | 818 (87,2%) | 812 (84,8%) |
| Афроамериканци    | 59 (6,3%)   | 84 (8,8%)   |
| Азијати           | 28 (3,0%)   | 7 (0,7%)    |
| Хиспаноамериканци | 26 (2,8%)   | 34 (3,5%)   |
| Укупно            | 938         | 958         |